# Hamlet, Prinz von Dänemark
Pour les articles homonymes, voir Hamlet (homonymie).
Pour plus de détails, voir Fiche technique et Distribution.
Hamlet, Prinz von Dänemark (titre original : Hamlet, Prinz von Dänemark) est un téléfilm allemand, réalisé par Franz Peter Wirth, adaptation de la tragédie Hamlet de William Shakespeare.
Ce film ayant reçu un très bon accueil en Allemagne, il fut décidé de le distribuer aux États-Unis et un doublage anglophone fut fait (avec notamment John Banner et Ricardo Montalbán). Toutefois, et en partie à cause de la très mauvaise qualité technique du doublage, ce fut un échec.
Ce film a connu un regain de notoriété après avoir été utilisé pour un épisode de la série télévisée culte Mystery Science Theater 3000 et avoir fait aussi partie du coffret de DVD Mystery Science Theater 3000 Collection 2 - 4, sorti en 2003.

## Synopsis
Le roi du Danemark, le père d'Hamlet, est mort récemment ; son frère Claudius l'a remplacé comme roi, et moins d'un mois après avoir épousé Gertrude, la veuve de son frère. Le spectre du roi apparaît alors, et révèle, à son fils, qu'il a été tué par Claudius. Hamlet doit venger son père, et, pour mener à bien sa tâche, simule la folie…

## Fiche technique
- Titre : Hamlet, Prinz von Dänemark
- Titre original : Hamlet, Prinz von Dänemark
- Réalisation : Franz Peter Wirth
- Scénario : Franz Peter Wirth, d'après la pièce La Tragique Histoire d'Hamlet, prince de Danemark de William Shakespeare, dans sa traduction allemande par August Wilhelm Schlegel
- Musique : Rolf Unkel
- Directeur de la photographie : Kurt Gewissen, Boris Goriup, Hermann Gruber, Rudolf H. Jakob
- Montage : Adolf Schlyssleder
- Costumes : Gerd Richter
- Production : Hans Gottschalk, Weiler, Bavaria Atelier
- Pays d'origine :  Allemagne de l'Ouest
- Genre : drame
- Durée : 152 minutes
- Date de sortie :
  -  : 1er janvier 1961
  -  : 1962
  -  : 11 avril 1963
  -  : 21 mars 1964
  -  : 26 décembre 1967

## Distribution
- Maximilian Schell : Hamlet
- Karl Michael Vogler : Horatio
- Paul Verhoeven : un fossoyeur

## Récompenses et distinctions

### Nominations
- Saturn Award 2004 :
  - Saturn Award de la meilleure collection DVD (au sein du coffret Mystery Science Theater 3000 Collection 2 - 4)